# Pulsar Aircraft Corporation
Pour les articles homonymes, voir Pulsar (homonymie).
Pulsar Aircraft Corporation est une entreprise américaine fondée en 1999 à El Monte Airport, en Californie, par Ron Degani, pour produire et commercialiser des avions légers construits en matériaux composites. Elle commença son activité par la production de kits du Pulsar, dont elle avait acheté la licence, mais rapidement une gamme plus large a été développée grâce au rachat de Tri-R Technologies.   